# 윤강
윤강(尹絳 1597(선조 30)∼1667(현종 8)은 조선 중기의 문신이다. 본관은 파평(坡平). 자는 자준(子駿), 호는 무곡(無谷). 증참판 지함(之諴)의 증손으로, 할아버지는 좌랑 엄(儼)이고, 아버지는 공조참의 민헌(民獻)이며, 어머니는 김찬선(金纘先)의 딸이다.

## 생애
1624년(인조 2) 증광문과에 병과로 급제, 승문원·예문관에서 여러 관직을 역임한 뒤 1626년 검열이 되었다. 같은 해 봉교·정언·교리를 거쳐, 1642년 사은 겸 진주사(謝恩兼陳奏使)의 서장관으로 청나라에 다녀와서 승정원승지가 되고 이조참의를 지냈다.
효종 때 대사간으로 있다가 한때는 충원현감(忠原縣監)으로 나갔으며, 가선대부(嘉善大夫)에 올라 이조참판·대사헌·도승지를 지내고, 형조판서를 역임하였다.
1657년(효종 8) 동지사로 청나라에 다녀오고, 1659년 효종의 상을 당하였을 때 예조판서로서 빈·장양도감(嬪葬兩都監)의 제조(提調)를 겸하여 힘껏 주선한 공으로 숭정대부·판의금부사에 오르고 이조판서가 되어 기로소(耆老所)에 들어갔다.
인조·효종·현종 3조에 역사하여 80여 벼슬을 지내면서 신명을 바쳐 일하였으며, 1664년(현종 5) 민유중(閔維重)의 탄핵으로 사퇴하여 안산(安山) 옛 집으로 돌아간 뒤에도 여러 번 조정에서 불렀으나 모두 사퇴하였다.

## 가족 관계
- 조부 : 윤엄(尹儼)
- 부 : 윤민헌(尹民獻)
- 모 : 연안김씨
- 배 : 동래정씨-지사(知事) 정광성(鄭廣成)의 딸.
- 후배 : 유씨(柳氏) 사인(士人) 유익(柳杙)의 딸
  - 아들 : 윤지미(尹趾美)-문과, 경기도사
    - 손자 : 윤재(尹宰)
    - 손자 : 윤실(尹實)

  - 아들 : 윤지선(尹趾善)-문과, 좌의정
    - 손자 : 윤식(尹寔)-주부
    - 손자 : 윤정(尹定)

  - 아들 : 윤지완(尹趾完)-문과, 우의정, 시호 충정忠正
    - 손자 : 윤채(尹寀)-판관
    - 손자 : 윤재(尹宰)-윤지미에게 출계
    - 손자 : 윤헌(尹憲)

  - 아들 : 윤지경(尹趾慶)-첨지중추부사
    - 손자 : 윤연(尹㝚) -승지 이조참의
    - 손자 : 윤수(尹邃)

  - 아들 : 윤지인(尹趾仁)-문과, 병조판서
    - 손자 : 윤심(尹審)
    - 손자 : 윤용(尹容) - 문과 예조판서, 대사헌
    - 손자 : 윤교(尹㝯)

  - 아들 : 윤지희(尹趾禧)
    - 손자 :윤휴(尹巂)
    - 손자 :윤환(尹寏)